# Coccymys ruemmleri
Coccymys ruemmleri és una espècie de mamífer rosegador de la família dels múrids. Viu a altituds d'entre 2.200 i 4.040 msnm a Indonèsia i Papua Nova Guinea. Es tracta d'un animal nocturn i arborícola. El seu hàbitat natural són els boscos de diferents tipus. És una espècie en risc mínim, és a dir, no sembla que hi hagi cap amenaça significativa per a la seva supervivència. Aquest tàxon fou anomenat en honor del mastòleg alemany Hans Rümmler.